# Lothar Doering
Lothar Doering, född 23 oktober 1950 i Potsdam, är en östtysk handbollsspelare.
Han tog OS-guld i herrarnas turnering i samband med de olympiska handbollstävlingarna 1980 i Moskva.